# Leoni AG
Leoni AG — німецьке холдингове акціонерне товариство. Компанія була заснована в 1917 році і є одним із найстаріших підприємств Німеччини. Холдинг «Leoni AG» був заснований в 1917 році. Штаб-квартира компанії від самого заснування знаходиться в Нюрнберзі (Німеччина). Акції Leoni AG входять в розрахунок індекса MDAX. Найбільший розвиток компанії припадає на кінець 1980-их і до 2009 року. Бурхливий розвиток компанії перервала світова економічна та фінансова криза. Головною стратегією компанією протягом всієї історії, було об'єднання та співпраця із іншими компаніями, а часто навіть поглинання компаній-конкурентів. Компанія та її ключові особи неодноразово нагороджувалися різноманітними нагородами. Заводи та дочірні компанії холдингу знаходяться по всьому світі, в тому числі і в Україні. Компанія займається випуском різного роду кабелів та займає в своїй галузі передові позиції.
Головні напрями холдингу «Leoni AG»: виробництво дроту і кабелю для різних сфер індустрії, виробництво джгутів, дротів та інших комплектуючих для автомобільної промисловості. Ключові клієнти холдингу: General Motors, BMW, Volkswagen, Audi, Volvo, Cummins, Caterpillar, DAF.

## Історія компанії
У квітні 1917 року створені синами компанії злилися в одну — «Leonische Werke Roth-Nürnberg AG». У 1931 році компанія змінює назву на «Leonische Drahtwerke AG», головний офіс в Нюрнберзі. Фірма поступово розвивається і освоює виробництво нових видів кабелів: емальовані кабелі (1928), кабелі ізольовані гумою (1931), кабелі ізольовані за допомогою PVC (Полівінілхлориду) (1943), шнурові комплекти (1948), монтажні кабелі (1956). У 1967 та 1969 роках компанія відкриває в Кітцінгені (Німеччина) заводи з виробництва звичайних та монтажних емальованих кабелів.
Впродовж 1977—1999 років компанія бурхливо розвивається і засновує ряд дочірніх компаній по всьому світі: Туніс («Câblerie de Sousse» — монтажні кабелі (1977); «Câblerie du Centre Tunisia» (1985)), Ірландія («L. D. Intercon» (1985)), Німеччина («Lewron Kabeltechnik Berlin GmbH & Co. KG» (1986)), США ((1990) в Чикопі; «LEONI Cable Assemblies» (1994)), Угорщина(«LEONI Hungaria» (1992); «Leonische Kabelwerke Kft.» (1998)), Словаччина («LEONI Slovakia»(1992); «LEONI Autokabel Slovakia» (1993)), Польща («LEWRON Kabeltechnik Polska»(1993); «LEONI Autokabel Polska» (1995)), Сінгапур та Китай(«LEONI-EPAN» (1993)), Південній Африці(«LEONI Wiring Systems (East London)», кабельні джгути(1998)) та Мексика («Leoni Cable Mexico» (1997); «LEONI Cable Inc.» (1998)). Найголовніші поглинання цього періоду: «Grundig», «Westfälische Kupfer- und Messingwerke AG», «Kabelfabrik Otto Zimmermann (OZET)», «aurnhammer+benedict GmbH & Co. KG», «Felisi S.p.A.», «Temco Ltd.», «Cummins Engine Company Inc.», «CWA».
У 1999 році створюється холдингова структура «Leonische Drahtwerke AG» та відбувається зміна назви компанії на «LEONI AG», що виконує функції виключно холдингової компанії. У цьому ж році створюють три нові компанії: «LEONI Draht GmbH & Co. KG», «LEONI Kabel GmbH & Co. KG», «LEONI Bordnetz-Systeme GmbH & Co. KG».
У 2001 році засновується «Intedis GmbH», Вюрцбург, Німеччина. Для розвитку інтелектуальних монтажних систем була створена дочірня компанія «Elocab Sonderkabel» в Німеччині; відбулось поглинання французького підприємства «Composants Industriels Automobiles (CIA)», виробника кабельних систем для роботехніки.
У 2002 році «Leoni AG» була допущена до біржового індексу MDAX та придбала контрольний пакет акцій німецької компанії «FO-Systems GmbH», спеціаліста в галузі волоконно-оптичних кабелів.
У 2003 році відбулося офіційне відкриття двох нових заводів «LEONI» в Китаї: «LEONI Special Cables (Changzhou) Co. Ltd.» та «LEONI Wire (Changzhou) Co. Ltd.». Зведення досі найбільшого заводу із коли-небудь побудованих компанією в українському місті Стрий (Львівська область). Практично одночасно відкривається завод в Бистриці, Румунія. Обидва заводи займаються виробництвом кабелів для автомобільної промисловості.
У 2004 році компанія придбала німецьку компанію «Ettlingen». Діяльність компанії в галузі оптоволокна об'єднана в дочірну структуру «LEONI Fiber Optics GmbH».
У 2005 році «LEONI» придбало технологію виробництва оптоволоконних кабелів у німецької компанії «Prinz Optics GmbH», і тим самим розширила свій асортимент спеціальних оптоволоконних продуктів та оптичного волокна зі скла, полімерів і кварцу. У цьому ж році компанія поглинає «Elektronik + Kabeltechnik of Ulm» та «KERPEN».
У 2006 році компанія придбала «Studer Draht- und Kabelwerk AG» (високопродуктивних кабельних систем для промислових і інфраструктурних потреб), «Austrian systems company NBG Fiber-Optics» (оптоволоконні технології та кабелі), «j-fiber GmbH»(оптоволоконні технології). «LEONI» побудував новий завод в Північній Рейн-Вестфалії — «LEONI High Temp Solutions» для виробництва кабелів, що витримують високі температури.
У 2007 році компанія купує італійського виробника високотемпературних кабелів «Silitherm» та прогресує у зростаючому китайському ринку з придбанням «Furas».
У 2008 році «LEONI» поглинає французького постачальника автокомплектуючих «Valeo». Дане придбання стало найважливішим в історії компанії. Разом з перейменуванням компанії в «LEONI Wiring Systems France group», «LEONI» стає лідером європейського ринку і четвертим за величиною постачальником кабельних систем для автомобільної промисловості у світі. В цьому ж році «LEONI» вийшло на автомобільний ринок Кореї із придбанням пакету акцій «Daekyeung» та підписало два важливі контракти із «Airbus Industries»(поставку кабелів для літаків «Airbus» сімейств від A318 до A340) та «Gotthard Base Tunnel»(постачання кабелів для найдовшого залізничного тунелю у світі). «LEONI» здійснює перспективні кроки для виходу на російський автомобільний ринок із придбанням міжнародної компанії-виробника автомобільних кабельних систем «Itelma», постачальника 40 % кабельних потреб російського виробника вантажних автомобілів КАМАЗ.
Восени 2008 року Рада Правління компанії здійснює тактичний хід: знизивши вартість акцій компанії розпочинає програму зворотного викупу акцій, згідно з якою до 10 відсотків власних акцій компанії за прогнозами повинно бути придбано. Завдяки даній фінансовій операції фінансовий директор Дітер Белль обраний як «Фінансовий директор року» журналом «Finance» за інновації, стратегію та лідерство.
У 2009 році «LEONI» запускає широкомасштабну програму скорочення витрат спричинену глобальною економічною та фінансовою кризою. Матеріальні та витрати на персонал будуть скорочені на всіх підприємствах групи, проекти інвестицій в капітал будуть невідкладно скорочуватися, а плани придбання нових підприємств відкладені. Компанія звільняє приблизно 9000 робітників компанії лише за декілька місяців. При ціні € 14,50 за акцію, LEONI продає 2900000 акцій, які компанія придбала за середньою ціною в € 9,79 згідно з програмою зворотного викупу у 2008 році, компанія тим самим зміцнила свій власний капітал і зменшила свій борг.

## Дочірні компанії у світі
| Європа - Бельгія - Велика Британія - Іспанія - Італія - Німеччина - Польща - Португалія - Румунія - Росія - Сербія - Словаччина - Туреччина - Угорщина - Україна - Франція - Чехія - Швейцарія | Америка - Бразилія - Канада - Мексика - США | Азія - Індія - КНР - Малайзія - Південна Корея - Росія - Сінгапур - Таїланд - Узбекистан - Японія | Африка - Єгипет - Марокко - Туніс |

### ТзОВ «Леоні Ваерінг Системс УА Мукачево»
Адреса: Закарпатська обл., м. Мукачеве, вул. Пряшівська, 4б